# 阿夫古斯托夫卡河
阿夫古斯托夫卡河（俄语：Августовка река）或西栅丹川（日语：／）是萨哈林州乌格列戈尔斯克区的河流，长32公里，流域面积291平方公里。

## 引用
1. ↑  М·Г·瓦西科夫斯基. . 列宁格勒: 气象出版社. 1973 （俄语）.
2. ↑  . 国家水登记处.   [2024-08-26]. （原始内容存档于2024-08-26） （俄语）.